# Foramen spinosum

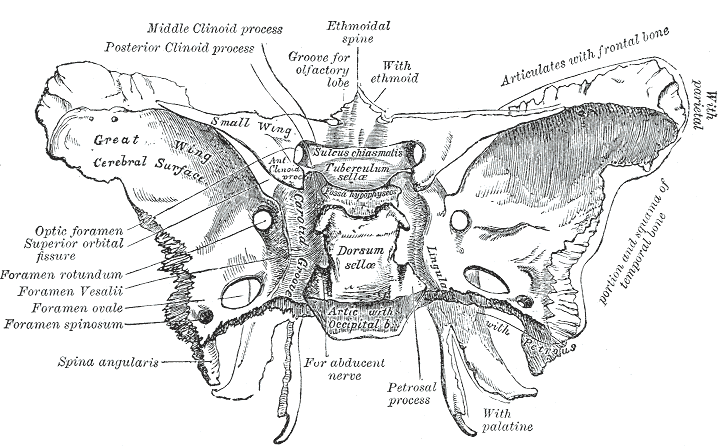
Keilbein des Menschen

Das Foramen spinosum ist ein kleines Loch in der Schädelbasis beim Menschen und bei Raubtieren. Es liegt im hinteren Bereich des großen Keilbeinflügels und führt in die mittlere Schädelgrube (Fossa cranii media).
Durch das Foramen spinosum ziehen die Vena und Arteria meningea media, sie begleitende sympathische Nervenfasern sowie rückläufig der Hirnhautast (Ramus meningeus) des Nervus mandibularis.